# 신원균 (성우)
신원균(1932년 ~ 1986년 4월 1일)은 대한민국의 성우이다. 1954년 서울중앙방송국의 성우(KBS 성우 1기)로 데뷔해, 독특한 바이브레이션과 볼륨있는 목소리로 수많은 드라마에 출연했으며, 해설과 낭독물에서 능력을 보였다는 평가를 받는다.
1986년 4월 1일 암으로 사망하였다.

## 출연작
- '장희빈'
- '청실홍실
- '세종대왕'
- '인물춘추 다큐멘터리' 외 다수
- 6·25 35주년 특집다큐멘터리 '6.25' (1985년, 유작)

## 수상
- 1981년 제8회 한국방송대상 라디오연기상